# Spilosoma hongkongensis
Spilosoma hongkongensis är en fjärilsart som beskrevs av Embrik Strand 1919. Spilosoma hongkongensis ingår i släktet Spilosoma och familjen björnspinnare. Inga underarter finns listade i Catalogue of Life.